# Christian Dotremont
Christian Dotremont (ur. 12 grudnia 1922 w Tervuren, zm. 20 sierpnia 1979 tamże) – belgijski malarz, poeta i powieściopisarz. 

## Życiorys
W 1948 był jednym z założycieli grupy artystycznej Cobra, jej koordynatorem, rzecznikiem i redaktorem naczelnym czasopisma „Cobra”. Istotnie przyczynił się do popularyzaccji grupy, zwłaszcza po 1949, kiedy to dzięki wystawie w Stedelijk Museum w Amsterdamie, zdobyła ona światową furorę. Współpracował także z innymi artystami Cobry w tworzeniu prac, w których słowa i obrazy są połączone. 
W swoich późniejszych obrazach używał quasi-orientalnych form kaligraficznych, które nazwał logogramami.
W 1955 opublikował opartą na wątkach autobiograficznych (pobyt w sanatorium dla chorych na gruźlicę w Silkeborgu w Danii) powieść zatytułowaną La pierre et l'oreiller (Kamień i puch).